# Hrid (Rogoznica)
Hrid je otočić u uvali Soline u Rogoznici. Od kopna je udaljen oko 100 metara.
Površina otoka je 621 m2, a visina manja od 1 metra.

## Vanjske poveznice
|  | Zajednički poslužitelj ima još gradiva o temi Hrid (Rogoznica) |